# Dysphania bastelbergeri
Dysphania bastelbergeri är en fjärilsart som beskrevs av Louis Beethoven Prout 1927. Dysphania bastelbergeri ingår i släktet Dysphania och familjen mätare. Inga underarter finns listade i Catalogue of Life.